# 라이언 스테그먼
라이언 스테그먼(영어: Ryan Stegman)은 미국의 만화가, 일러스트레이터이다. 그는 마블 코믹스에서 《쉬헐크》, 《X-23》, 그리고 스파이더맨 시리즈의 담당 아티스트로 일했다.

## 저작
- 《X-23》 #8-9
- 《스칼렛 스파이더》 Vol.2 #1-4, #6 (2012-13)
- 《울버린》 Vol.6 #1-4
- 《슈피리어 스파이더맨》 Vol.1 #1-3, #9-10, #17-19 (2013-14)